# Dwadzieścia pięć i dwadzieścia jeden
Dwadzieścia pięć i dwadzieścia jeden (kor. 스물다섯 스물하나) – południowokoreański serial telewizyjny z 2022 roku, wyreżyserowany przez Jung Ji-hyuna, z udziałem Kim Tae-ri, Nam Joo-hyuk, Kim Ji-yeon, Choi Hyun-wook oraz Lee Joo-myung. Serial przedstawia romantyczne życie pięciu postaci na przestrzeni lat, od 1998 do 2021 roku. Premiera miała miejsce na kanale tvN 12 lutego 2022 roku, a odcinki emitowano w każdą sobotę i niedzielę o 21:10 (KST), łącznie przez 16 odcinków. Serial jest dostępny na platformie Netflix.
Serial okazał się komercyjnym sukcesem i stał się jednym z najlepiej oglądanych seriali w historii koreańskiej telewizji kablowej.

## Fabuła
W 1998 roku Na Hee-do (Kim Tae-ri) jest członkinią szkolnej drużyny szermierczej w Seonjung Girls' High School, jednak z powodu kryzysu IMF drużyna zostaje rozwiązana. Aby kontynuować swoją pasję, przenosi się do Taeyang High School, a później udaje jej się zostać członkinią Narodowej Drużyny Szermierczej. Rodzina Baek Yi-jina (Nam Joo-hyuk) przechodzi z „bogactwa do biedy” i zostaje rozdzielona z powodu kryzysu finansowego. Yi-jin jest zmuszony podejmować różne prace dorywcze, a później zostaje reporterem sportowym.
Współcześnie Kim Min-chae ( Choi Myung-bin ), córka Na Hee-do, rezygnuje z baletu i „ucieka” do domu swojej babci. Podczas pobytu w tym miejscu natrafia na pamiętnik swojej matki, z którego dowiaduje się całej historii.

## Obsada

### Główna
- Kim Tae-ri jako Na Hee-do
  - Kim So-hyun jako dorosła Na Hee-do
  - Ok Ye-rin jako młoda Na Hee-do
- Nam Joo-hyuk jako Baek Yi-jin
- Bona jako Ko Yu-rim/Julia Ko
  - Kyung Da-eun jako młoda Ko Yu-rim
- Choi Hyun-wook jako Moon Ji-woong
- Lee Ju-myoung jako Ji Seung-wan

### Drugoplanowa

#### Ludzie związani z Na Hee-do
- Seo Jae-hee jako Shin Jae-kyung
- Baek Seok-gwang jako Na Seong-jin
- Choi Myung-bin jako Kim Min-chae
  - Lee So-yeon jako młoda Kim Min-chae

#### Ludzie związani z Baek Yi-jin
- Park Yoon-hee jako Baek Seong-hak
- Kim Young-sun jako matka Baek Yi-jina
- Park Jun-pyo jako wujek Baek Yi-jina
- Kim Nam-i jako ciotka ze strony ojca Baek Yi-jina
- Choi Min-young jako Baek Yi-hyun
  - Kang Hoon jako dorosły Baek Yi-hyun

#### Rodzina pozostałych głównych bohaterów
- So Hee-jung jako matka Ji Seung-wana
- Heo Jin-na jako matka Ko Yu-rima
- Kim Dong-gyun jako ojciec Ko Yu-rim

#### Klub szermierczy szkoły średniej Taeyang
- Kim Hye-eun jako Yang Chan-mi
- Jo Bo-young jako Lee Ye-ji
- Lee Ye-jin jako Park Han-sol
- Moon Woo-bin jako Kang Ji-soo
- Bang Eun-jung jako Lee Da-seul

### Udział gościnny
- Lee Joong-ok jako trener Na Hee-do w klubie szermierczym jej starej szkoły średniej
- Jung Yoo-min jako Hwang Bo-mi, uczennica w Seonjung Girls' High School
- Jang Jun-hyun jako dyrektor Han River C&T, dawny znajomy Baek Yi-jin
- Choi Tae-joon jako Jeong Ho-jin (정호진), reprezentant narodowy w szermierce
- Yoon Joo-man jako Park PD, producent UBS
- Kim Jun-ho jako Kim Jun-ho, starszy kolega Na Hee-do w narodowej drużynie szermierczej
- Kim Nam-hee jako sprzedawca w sklepie z telefonami komórkowymi
- Jeon Soo-hwan jako osoba przeprowadzająca rozmowę kwalifikacyjną w Han River C&T
- Song Jae-jae jako gospodarz rozmowy kwalifikacyjnej w Han River C&T
- Hong Eun-jung jako kandydatka do pracy w Han River C&T
- Goo Ja-geon jako kandydat do pracy w Han River C&T
- Choi Gyo-sik jako miejscowy mieszkaniec
- Son Young-soon jako starsza kobieta w autobusie
- Ok Joo-ri jako właścicielka lokalnego sklepu
- Jeon Se-yong jako mężczyzna przypominający ojca Baek Yi-jina

## Produkcja

### Casting
7 września 2021 roku potwierdzono główną obsadę serialu, w której znaleźli się Kim Tae-ri, Nam Joo-hyuk, Kim Ji-yeon, Choi Hyun-wook i Lee Joo-myung. Jest to pierwsze pojawienie się Kim Tae-ri na małym ekranie po trzyletniej przerwie. Ostatni raz wystąpiła w serialu Mr. Sunshine w 2018 roku.

### Filmowanie
Zdjęcia do serialu rozpoczęły się 7 września 2021 roku. Akcja serialu rozgrywa się w Ahyeon-dong, dzielnicy Mapo w Seulu, a kręcono go w Jeonju, Seohak-dong, Jeonju Hanok Village, w alei akademika Uniwersytetu Pedagogicznego w Jeonju oraz w Narodowym Centrum Dziedzictwa Niematerialnego.

### Zakażenia COVID-19
2 marca 2022 roku potwierdzono, że aktorka Kim Tae-ri została zarażona COVID-19 od 26 lutego 2022 roku, co spowodowało wstrzymanie zdjęć do serialu. Oczekiwano, że zdjęcia zostaną wznowione po jej wyzdrowieniu. Emisja serialu odbywała się jednak zgodnie z planem. 3 marca 2022 roku potwierdzono, że aktor Choi Hyun-wook również uzyskał pozytywny wynik testu na COVID-19. Zarówno Kim, jak i Choi poddali się izolacji zgodnie z wytycznymi Urzędu ds. Kwarantanny.

### Premiera
Serial zadebiutował 12 lutego 2022 roku i emitowany był co sobotę i niedzielę o 21:10 (KST) na południowokoreańskiej stacji telewizyjnej tvN.

## Odbiór

### Rankingi i recenzje
Podczas ośmiotygodniowej emisji Dwadzieścia pięć i dwadzieścia jeden, Kim Tae-ri i Nam Joo-hyuk utrzymywali pierwsze miejsca w rankingach popularności dram i aktorów przeprowadzanych przez Good Data Corporation. Serial zdobył pierwsze miejsce w oglądalności we wszystkich 16 odcinkach, zarówno w rejonie metropolitalnym, jak i w całym kraju. Dodatkowo, znalazł się na liście „Global Top 10” Netflixa (kategoria telewizyjna nieanglojęzyczna) przez 10 kolejnych tygodni (na tydzień kończący się 1 maja 2022 roku). Sukces dramy przypisywano jej „retro-sentymentalnemu” klimatowi, który był prezentowany poprzez użycie rekwizytów, mody i lokalizacji, które wywoływały nostalgię u pokolenia, które doświadczyło lat 90-tych. Zauważono również, że serial udało się zdobyć empatię i współczucie widzów, ponieważ ukazuje zmagania związane z okresem IMF w Korei, z którymi widzowie powiązali trwającą pandemię COVID-19.
Pierce Conran w swojej recenzji dla South China Morning Post stwierdził, że serial ma „ciekawy temat, dobrze opowiedzianą historię, świetne aktorstwo oraz sprytne inscenizacje i montaż”. Rhian Daly z NME opisała go jako „nostalgiczną podróż w wspomnienia młodości i wartość marzeń”. NME umieściło go na pierwszym miejscu wśród najlepszych koreańskich dram 2022 roku. Time, Forbes i Teen Vogue również uwzględniły go na swoich listach najlepszych koreańskich dram 2022 roku.

### Wpływ kulturowy
Popularność serialu przyczyniła się do wzrostu rozpoznawalności aktorki Kim Tae-ri, która zyskała miano nowej „Narodowej Pierwszej Miłości”. Jungkook z BTS ujawnił, że oglądał serial i polecił go swoim fanom. ktor Gong Yoo również zdradził, że obejrzał Dwadzieścia pięć i dwadzieścia jeden, gdy polecał swoim fanom serial My Liberation Notes.
Po zakończeniu dramy Ministerstwo Kultury, Sportu i Turystyki uruchomiło produkt turystyczny (itineraria wraz z różnymi voucherami na zakwaterowanie i wynajem) obejmujący lokalizacje filmowe serialu, takie jak Jeonju Hanok Village, okolice Seohakdong Art Village oraz tunel Hanbyeokgul, w którym kręcono serial. Firma detaliczna 7-Eleven poinformowała, że sprzedaż jej marki piekarniczej Breadum wzrosła trzykrotnie po pojawieniu się jej produktów w programie. Firma ogłosiła 7 kwietnia, że Breadum wprowadził dwa dodatkowe produkty we współpracy z dramą.
Firma inwestycyjna Daehan Securities przypisała sukces i dużą aktualność Dwadzieścia pięć i dwadzieścia jeden, wraz z ożywieniem reklamy telewizyjnej, 12% wzrostowi sprzedaży CJ ENM, macierzystej firmy stacji telewizyjnej tvN, w pierwszym kwartale 2022 roku. W 2022 roku, który oznaczał wzrost popularności stylu retro w Korei Południowej, stwierdzono, że Dwadzieścia pięć i dwadzieścia jeden w znacznym stopniu przyczynił się do „szału retro”.
Po pojawieniu się popularnego manhwy Full House w serialu, sprzedaż jego zestawu komiksów wzrosła o 1044% w lutym 2022 roku (kiedy serial zaczął się emitować), a następnie o 24,3% w marcu 2022 roku w porównaniu do poprzedniego miesiąca. Na Filipinach odnotowano, że drama, której część fabuły skupia się na szermierce, przyczyniła się do wzrostu zainteresowania tym sportem. Serial uznawany jest również za przyczyniający się do zwiększenia liczby żeńskich bohaterek w koreańskich dramach.

### Krytyka
Pomimo swojej popularności i sukcesu komercyjnego, Dwadzieścia pięć i dwadzieścia jeden stał się przedmiotem kilku kontrowersji. Internauci dyskutowali na temat głównej linii fabularnej serialu, która obejmuje romans między dorosłą postacią a postacią, która początkowo jest przedstawiana jako nieletnia, choć ankieta przeprowadzona na stronie Nate wykazała, że 77% z ponad 3 000 respondentów stwierdziło, że nie ma problemu z linią miłosną w dramie. Serial spotkał się również z krytyką za scenę w 15. odcinku, przedstawiającą relację na żywo z zamachów z 11 września, w której główna bohaterka uśmiecha się do swojego chłopaka prowadzącego relację na żywo z tego wydarzenia, co niektórzy widzowie uznali za „niestosowne”.

## Oglądalność
Źródło: Pomiar oglądalności przeprowadzony w całym kraju przez Nielsen Korea.
| Sezon | Numer odcinka | Numer odcinka | Numer odcinka | Numer odcinka | Numer odcinka | Numer odcinka | Numer odcinka | Numer odcinka | Numer odcinka | Numer odcinka | Numer odcinka | Numer odcinka | Numer odcinka | Numer odcinka | Numer odcinka | Numer odcinka | Średnia |
| Sezon | 1             | 2             | 3             | 4             | 5             | 6             | 7             | 8             | 9             | 10            | 11            | 12            | 13            | 14            | 15            | 16            | Średnia |
| ----- | ------------- | ------------- | ------------- | ------------- | ------------- | ------------- | ------------- | ------------- | ------------- | ------------- | ------------- | ------------- | ------------- | ------------- | ------------- | ------------- | ------- |
| 1     | 1.537         | 2.065         | 1.999         | 2.165         | 1.988         | 2.509         | 2.620         | 2.857         | 2.870         | 2.887         | 2.919         | 2.828         | 2.796         | 2.905         | 2.639         | 3.047         | 2.539   |

| No. | Pierwotna data emisji | Średni udział w widowni (Nielsen Korea) | Średni udział w widowni (Nielsen Korea) |
| No. | Pierwotna data emisji | Nationwide                              | Seul                                    |
| --- | --------------------- | --------------------------------------- | --------------------------------------- |
| 1 | 12 lutego 2022        | 6.370%                                  | 7.799%                                  |
| 2 | 13 lutego 2022        | 8.010%                                  | 8.867%                                  |
| 3 | 19 lutego 2022        | 8.182%                                  | 8.981%                                  |
| 4 | 20 lutego 2022        | 8.787%                                  | 9.972%                                  |
| 5 | 26 lutego 2022        | 7.956%                                  | 8.960%                                  |
| 6 | 27 lutego 2022        | 9.817%                                  | 11.065%                                 |
| 7 | 5 marca 2022          | 9.718%                                  | 10.380%                                 |
| 8 | 6 marca 2022          | 10.900%                                 | 11.734%                                 |
| 9 | 12 marca 2022         | 10.662%                                 | 12.043%                                 |
| 10 | 13 marca 2022         | 10.879%                                 | 12.660%                                 |
| 11 | 19 marca 2022         | 10.887%                                 | 12.410%                                 |
| 12 | 20 marca 2022         | 10.675%                                 | 12.528%                                 |
| 13 | 26 marca 2022         | 9.927%                                  | 11.001%                                 |
| 14 | 27 marca 2022         | 10.308%                                 | 11.451%                                 |
| 15 | 2 kwietnia 2022       | 9.592%                                  | 10.302%                                 |
| 16 | 3 kwietnia 2022       | 11.513%                                 | 12.636%                                 |
| Średnia | Średnia               | 9.636%                                  | 10.799%                                 |
| - W tabeli powyżej, niebieski liczby przedstawiają najniższe oceny, a czerwone liczby przedstawiają najwyższe oceny. - Ten serial był emitowany na kanale kablowym/płatnej telewizji, który zazwyczaj ma relatywnie mniejszą widownię w porównaniu do telewizji naziemnej/publicznych nadawców (KBS, SBS, MBC i EBS). |                       |                                         |                                         |